# Stanisław Hynek
Stanisław Hynek herbu Topór (ok. 1475–1533) – strażnik polny koronny w 1506 roku, żołnierz nadworny, rotmistrz obrony potocznej, podkomorzy łęczycki.

## Życiorys
Urodził się w polskiej rodzinie szlacheckiej Hynków herbu Topór, wywodzącej się z Unienia w powiecie łęczyckim. Był synem Jana, podkomorzego łęczyckiego i rotmistrza obrony potocznej.
Od młodości poświęcił się karierze żołnierskiej, od 1499 wzmiankowany jako rycerz nadworny (curienses) Jana Olbrachta. W 1502 podjął służbę w obronie potocznej, został skierowany razem z Januszem Świerczowskim na Podole do granicznych posterunków z zadaniem obserwowania poczynań Tatarów. Od 1506 po reorganizacji obrony potocznej stał na czele 60 konnego oddziału straży oraz kierował najdalej wysuniętymi na wschód posterunkami granicznymi korony, zakres jego obowiązków był taki sam jak strażnika polnego, jednak Hynek nie używał tego tytułu, który oficjalnie powstał w okresie nieco późniejszym.
W 1508 podczas wojny moskiewskiej dowodził chorągwią jazdy. W roku następnym wziął udział w wyprawie przeciw Mołdawii, walczył w zwycięskiej bitwie pod Chocimiem. 28 kwietnia 1512 brał udział w rozgromieniu tatarskich wojsk chana Mengli I Gireja w bitwie pod Łopusznem. W wojnie litewsko-moskiewskiej 1512–1522 był wśród żołnierzy nadwornych w korpusie jazdy Janusza Świerczowskiego, wyróżnił się w bitwie pod Orszą. W 1515 znajdował się w świcie Zygmunta Starego, podczas podróży króla do Wiednia. W latach 1516–1517 jako rotmistrz chorągwi jazdy przebywa z królem na Litwie.

## Rodzina i majątek
Ożenił się w 1494 z Zofią z Lasek, która wniosła mu jako wiano m.in. część młyna w Zimnej Wodzie koło Lwowa. 7 maja 1503 otrzymał od króla Aleksandra miasteczko Smotrycz w powiecie kamienieckim. Od 2 lutego 1511 przejął po ojcu urząd podkomorzego łęczyckiego. 19 grudnia 1511 na mocy przywileju królewskiego wykupił Lelów i trzy okoliczne wsie. 22 grudnia 1514 za męstwo w bitwie pod Orszą Zygmunt Stary przyznał mu dożywotnio 50 florenów rocznie z dochodów królewskich od Żydów ze Lwowa.
Zmarł w 1533, pozostawił dwóch synów: Kazimierza (dworzanina królewskiego) i Stanisława.